# Trélon
Trélon est une commune française située dans le département du Nord, en région Hauts-de-France.

## Géographie
Trélon se situe dans le sud-est du département du Nord (Hainaut) en plein cœur du parc naturel régional de l'Avesnois. L'Avesnois est connu pour ses prairies, son bocage et son relief un peu vallonné dans sa partie sud-est (début des contreforts des Ardennes), dite « petite Suisse du Nord ».
En fait, Trélon fait partie administrativement de l'Avesnois, géologiquement des Ardennes, historiquement du Hainaut et ses paysages rappellent la Thiérache.
La commune se trouve à 110 km de Lille (préfecture du Nord), Bruxelles (Belgique) ou Reims (Marne), à 50 km de Valenciennes, Mons (Belgique), 45 km de Charleroi (Belgique), à 15 km d'Avesnes-sur-Helpe (sous-préfecture) et 5 km de Fourmies.
La commune est bordée par les villages suivants : Fourmies, Glageon, Ohain.
La Belgique se trouve à 8 km, le département de l'Aisne à 10 km.

### Communes limitrophes
Les communes limitrophes sont  Anor, Eppe-Sauvage, Fourmies, Glageon, Liessies, Moustier-en-Fagne, Ohain, Sains-du-Nord, Wallers-en-Fagne et Willies.
| Liessies      | Willies Eppe-Sauvage | Moustier-en-Fagne |
| Sains-du-Nord | Trélon               | Wallers-en-Fagne  |
| Glageon       | Fourmies             | Ohain Anor        |

### Environnement

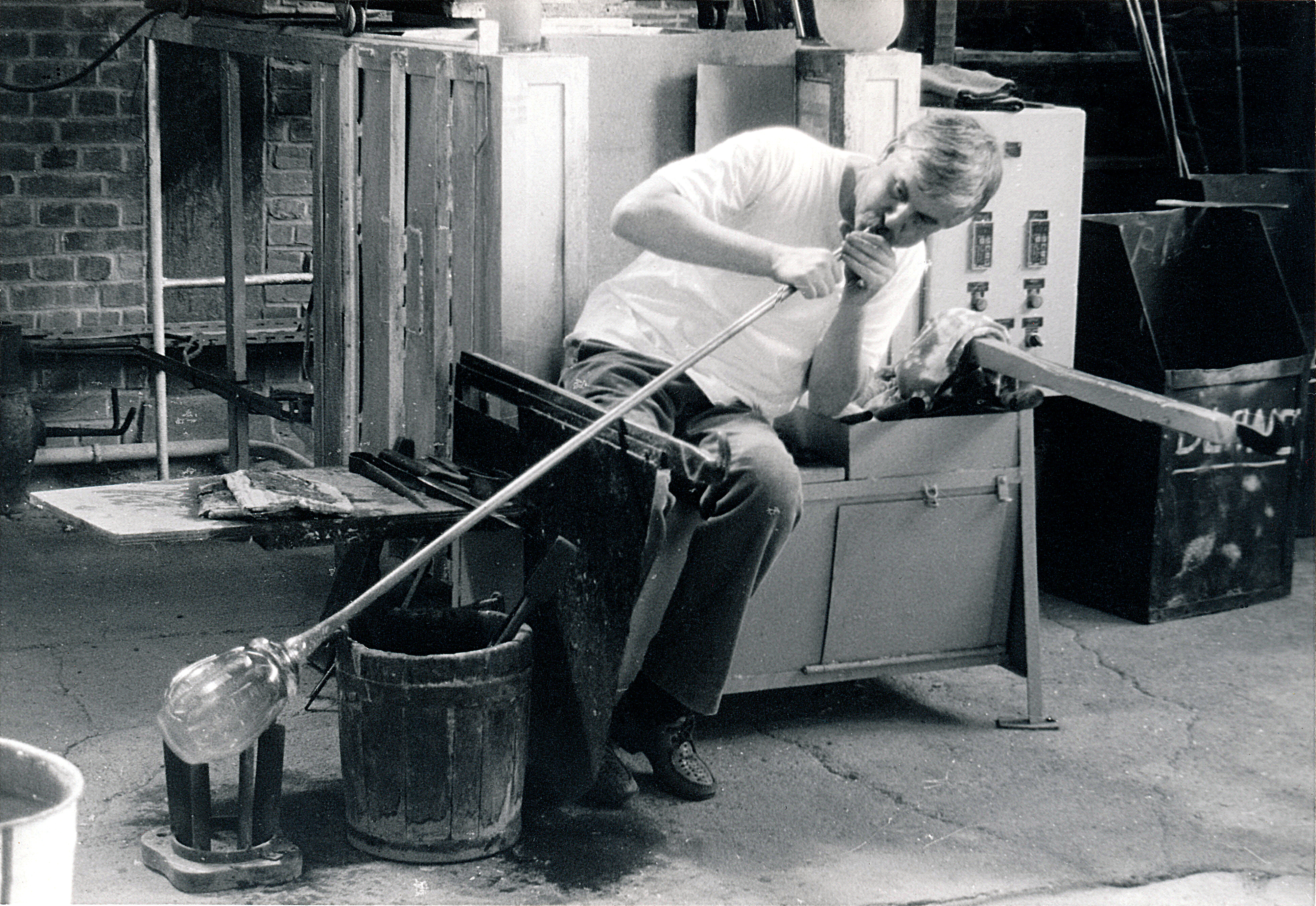
Le maître verrier Werner Garcia.

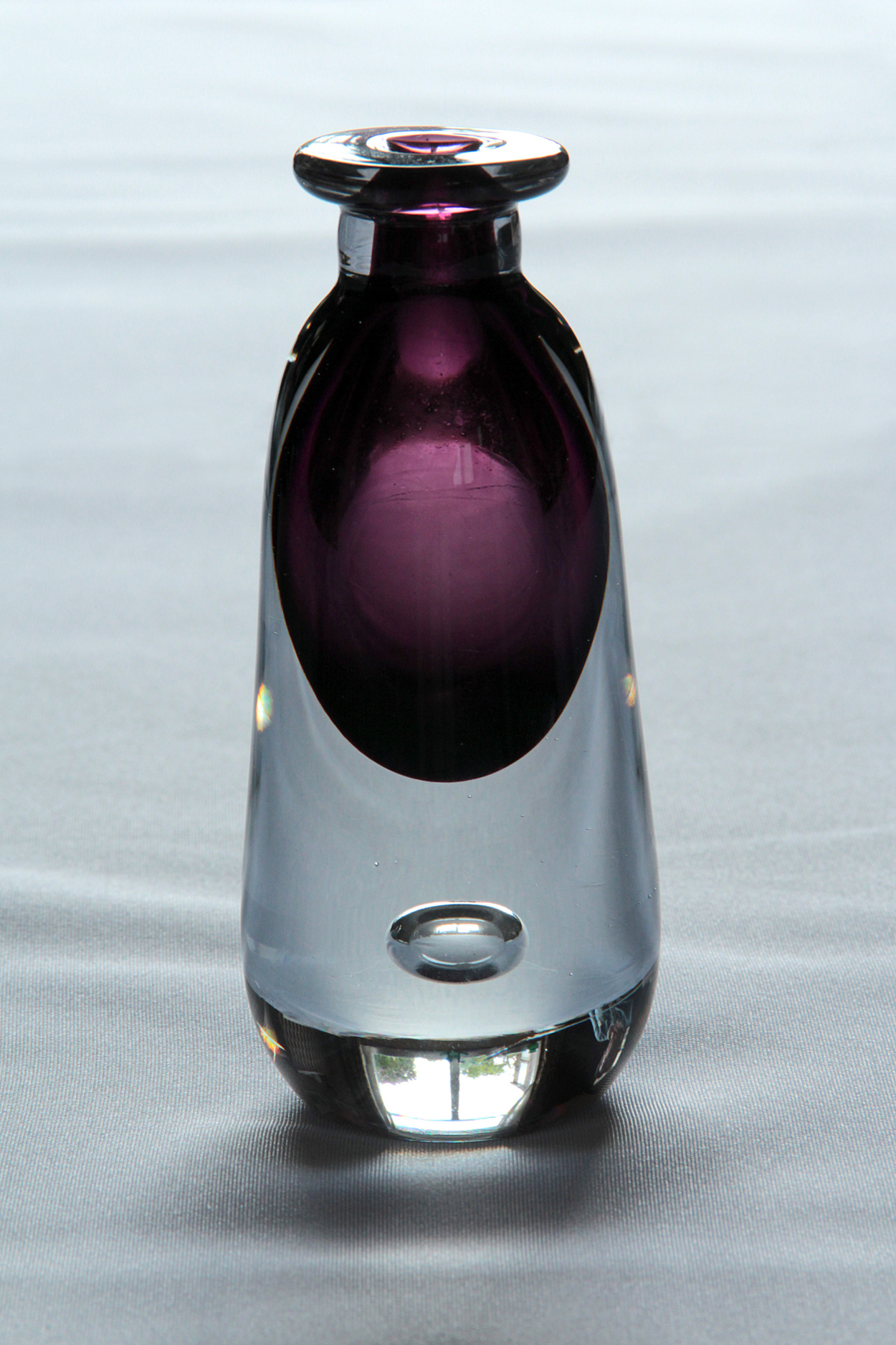
Vase signé W. Manner réalisé dans l'atelier du musée du verre à Trélon.

Trélon est fortement liée à sa forêt, qui pourrait être l'un des restes de l'ancienne Haye d'Avesnes et plus largement de l'ancienne forêt charbonnière.
La forêt de Trélon semble avoir évolué depuis le haut Moyen Âge sous l'action des sylviculteurs qui y ont probablement favorisé le chêne. Le naturaliste J. Macquart disait d'elle en 1851 qu'elle était, à cette époque, couverte de chênes alors que, ajoute-t-il, « d'après la tradition locale, c'était autrefois de hêtres, ce qui paraît être confirmé par le nom de « faijne », donné à toutes les forêts dans cette partie de la France, et qui dérive évidemment du nom de fau, fuyard, fagus, de cet arbre ».
La forêt a notamment alimenté en bois la verrerie blanche de Trélon située près du château de Mérode qui produisait du verre à vitre, puis qui fut rachetée en 1822 par la cristallerie de Baccarat, afin de produire du « verre au plomb » (cristal) ce qu'elle fera à partir de 1826, avant de finalement s'autonomiser (louée par Baccarat au fils d'un de ses directeurs, qui quittera le groupe en 1874). Cette verrerie, devenue cristallerie puis à nouveau verrerie, fermera finalement ses portes en 1966.

### Hydrographie

#### Réseau hydrographique
La commune est située dans le bassin Artois-Picardie. Elle est drainée par l'Helpe Mineure, le Lorain Fossé, le ruisseau Voyon, la Ferme à Lunettes, la Neuve Grange, la Pré Ruelle, la Saint-Hermann, la Willies, Laudrissart, le Bout de Là-Haut, le canal de la Folie, le Rieu Trouble, le ruisseau du Corbion et divers autres petits cours d'eau,.l'Hermitage
L'Helpe Mineure, d'une longueur de 50 km, prend sa source dans la commune de Ohain et se jette  dans la Sambre canalisée à Locquignol, après avoir traversé douze communes. Les caractéristiques hydrologiques de l'Helpe Mineure sont données par la station hydrologique située sur la commune. Le débit moyen mensuel est de 0,34 m3/s. Le débit moyen journalier maximum est de 9,9 m3/s, atteint lors de la crue du 20 décembre 1993. Le débit instantané maximal est quant à lui de 17,6 m3/s, atteint le 13 novembre 2010.

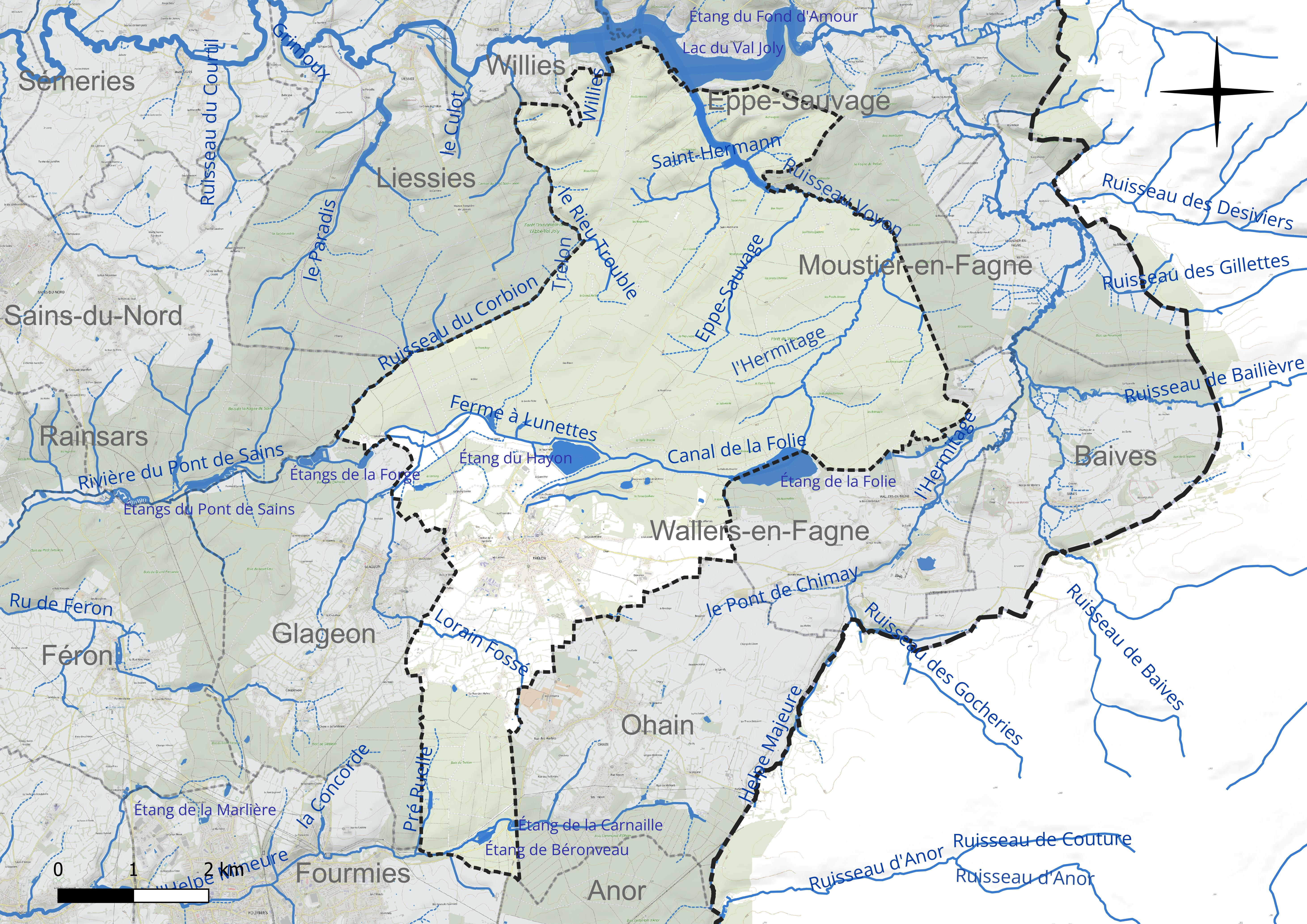
Réseau hydrographique de Trélon.

Six plans d'eau complètent le réseau hydrographique : le lac du Val Joly, d'une superficie totale de 149,8 ha (17,2 ha sur la commune), l'étang de Béronveau (2,2 ha), l'étang de la Carnaille, d'une superficie totale de 1,6 ha (0,6 ha sur la commune), l'étang de la Folie, d'une superficie totale de 32,2 ha (6,8 ha sur la commune), l'étang de Pré Ruelle (0,8 ha) et l'étang du Hayon (19,8 ha),.

#### Gestion et qualité des eaux
Le territoire communal est couvert par le schéma d'aménagement et de gestion des eaux (SAGE) « Sambre ». Ce document de planification concerne un territoire de 1 253 km2 de superficie, délimité par le bassin versant de la Sambre. Le périmètre a été arrêté le 1er novembre 2003 et le SAGE proprement dit a été approuvé le 21 septembre 2012, puis modifié le 18 août 2022. La structure porteuse de l'élaboration et de la mise en œuvre est le syndicat mixte du Parc naturel régional de l'Avesnois. 
La qualité des cours d'eau peut être consultée sur un site spécial géré par les agences de l'eau et l'Agence française pour la biodiversité. 

### Climat
Pour des articles plus généraux, voir Climat des Hauts-de-France et Climat du Nord.
En 2010, le climat de la commune est de type climat de montagne, selon une étude du CNRS s'appuyant sur une série de données couvrant la période 1971-2000. En 2020, Météo-France publie une typologie des climats de la France métropolitaine dans laquelle la commune est exposée à un climat océanique altéré et est dans la région climatique  Nord-est du bassin Parisien, caractérisée par un ensoleillement médiocre, une pluviométrie moyenne régulièrement répartie au cours de l'année et un hiver froid (3 °C).
Pour la période 1971-2000, la température annuelle moyenne est de 9,4 °C, avec une amplitude thermique annuelle de 15,2 °C. Le cumul annuel moyen de précipitations est de 952 mm, avec 13,2 jours de précipitations en janvier et 9,7 jours en juillet. Pour la période 1991-2020, la température moyenne annuelle observée sur la station météorologique la plus proche, située sur la commune de Saint-Hilaire-sur-Helpe à 16 km à vol d'oiseau, est de 10,5 °C et le cumul annuel moyen de précipitations est de 802,4 mm,. Pour l'avenir, les paramètres climatiques de la commune estimés pour 2050 selon différents scénarios d'émission de gaz à effet de serre sont consultables sur un site spécial publié par Météo-France en novembre 2022.

## Urbanisme

### Typologie
Au 1er janvier 2024, Trélon est catégorisée bourg rural, selon la nouvelle grille communale de densité à sept niveaux définie par l'Insee en 2022.
Elle appartient à l'unité urbaine de Trélon, une agglomération intra-départementale regroupant deux  communes, dont elle est ville-centre,,. Par ailleurs la commune fait partie de l'aire d'attraction de Fourmies, dont elle est une commune de la couronne,. Cette aire, qui regroupe 7 communes, est catégorisée dans les aires de moins de 50 000 habitants,.

### Occupation des sols
L'occupation des sols de la commune, telle qu'elle ressort de la base de données européenne d'occupation biophysique des sols Corine Land Cover (CLC), est marquée par l'importance des forêts et milieux semi-naturels (76,8 % en 2018), une proportion sensiblement équivalente à celle de 1990 (76,5 %). La répartition détaillée en 2018 est la suivante :
forêts (75,7 %), prairies (13,8 %), zones urbanisées (3,8 %), terres arables (2,9 %), eaux continentales (1,4 %), zones agricoles hétérogènes (1,3 %), milieux à végétation arbustive et/ou herbacée (1,1 %). L'évolution de l'occupation des sols de la commune et de ses infrastructures peut être observée sur les différentes représentations cartographiques du territoire : la carte de Cassini (XVIIIe siècle), la carte d'état-major (1820-1866) et les cartes ou photos aériennes de l'IGN pour la période actuelle (1950 à aujourd'hui).

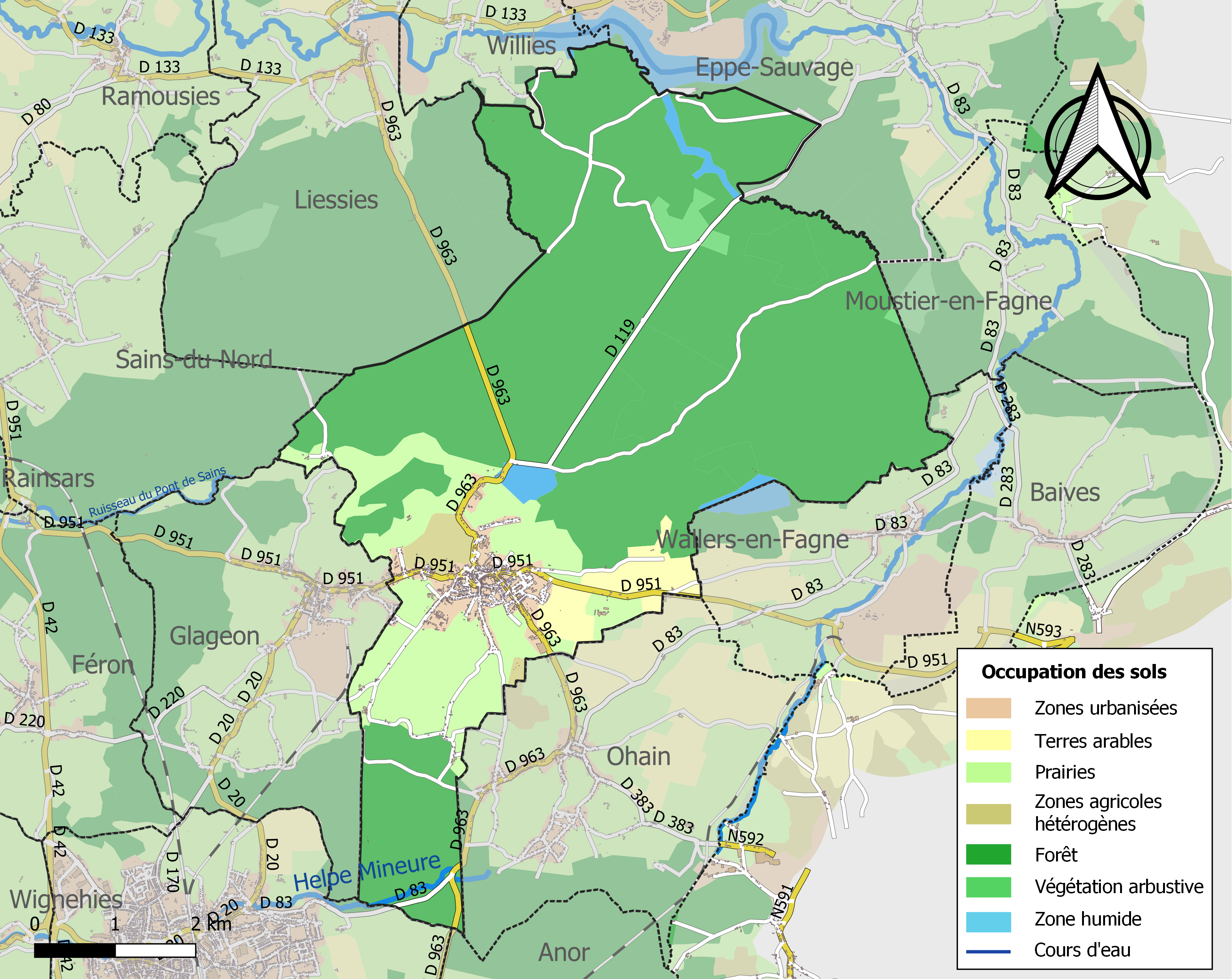
Carte des infrastructures et de l'occupation des sols de la commune en 2018 (CLC).

## Toponymie - Étymologie
Dès l'époque romaine, il est fait mention du territoire trélonais sous la dénomination « Terluinum, Teloniae Castellum ». « Terluinum » signifie « terre lointaine ».
Le nom actuel de la commune a subi l'influence de la langue régionale picarde. En langue picarde, « lon » signifie « loin ».

## Histoire
- C'est une localité sans doute très ancienne car on y a retrouvé des tuiles, des débris d'origine romaine et des médailles d'Auguste et de Domitien. Dès l'époque romaine, il est fait mention du territoire trélonais sous la dénomination de Terluinum, Teloniae Castellum, notamment dans un acte du cartulaire de l'abbaye de Liessies. Terluinum signifie « terre lointaine ».
- 843 : avec le traité de Verdun, le partage de l'empire carolingien entre les trois petits-fils de Charlemagne octroie à Lothaire I, la Francie médiane qui comprend le Hainaut dont fait partie le village.
- 855 : avec le traité de Prüm qui partage la Francie médiane entre les trois fils de Lothaire I, le Hainaut est rattaché à la Lotharingie dont hérite Lothaire II.
- 870 : avec le traité de Meerssen après la mort de Lothaire II, une partie de la Lotharingie dont fait partie le Hainaut est rattachée à la Francie occidentale.
- 880 : avec le traité de Ribemont en 880, le Hainaut est rattaché à la Francie orientale qui deviendra le Saint-Empire romain germanique en 962.
- Son histoire est liée à l'histoire tourmentée de son château. Trélon appartient dès le XIe siècle à la famille d'Avesnes. Le château fut construit par Nicolas d'Avesnes en 1150. Le château est, à l'origine, une forteresse garnie d'un pont-levis, de larges douves et de grands remparts. Des dates se succèdent, long inventaire de sièges, de destructions, de reconstructions ; tour à tour français, bourguignon, espagnol, le château et les environs sont bien malmenés. Les habitants qui survivent aux destructions, aux pillages, doivent faire face aux famines et à la peste.
- 1478 : le château est assiégé par Jean de Luxembourg.
- 1543 : assiégé par François Ier.
- 1552 : Henri II reprend le château tombé entretemps aux mains de brigands.
- 1637 : assiégé par Turenne.
- 1651 : assiégé par le général Rose.
- Au XVIe siècle, Louis baron de Mérode (maison de Mérode) épouse Louise de Blois, dame de Trélon.
- 1604 : (ou le 28 juin 1626) le roi d'Espagne Philippe IV fait de Trélon un marquisat rattachant les villes de Willies, Baives, Trélon, Ohain, Wallers, Moustier et Eppe-Sauvage, en faveur d'Herman-Philippe de Mérode, seigneur de Trélon[32].
- 1620 - 1625 : un nouveau château est érigé sur l'emplacement de l'ancienne forteresse.
- 1625 : fondation du couvent des Carmes
- 1678 : Trélon devient français après le traité de Nimègue.
- 1704 : le château est reconstruit, détruit en partie lors de la Révolution.
- 1806 : verrerie « blanche » : création d'une gobeleterie qui devient une cristallerie neuf ans plus tard. La verrerie, installée près du château de Mérode, est rachetée en 1825 par les célèbres cristalleries de Baccarat. Elle cesse toute activité en 1932.
- 1823 : verrerie « noire » : création par Pailla et Collignon d'une verrerie à bouteilles pour le vin de champagne. Elle deviendra la société « Collignon Clavon » qui donnera son nom à la rue de l'atelier-musée du verre. En 1925, elle est vendue à Parant qui développa la verrerie vers le flaconnage de haut de gamme et ce jusqu'à sa fermeture en 1977.
- 1830 : le château est une nouvelle fois profondément remodelé dans le style Louis XIII, ne gardant que ses deux bâtiments centraux. C'est à cette époque qu'il devient un domaine de plaisance, ouvert sur son jardin à l'anglaise. Le château actuel est toujours habité par la famille de Merode.
- 1860 : au niveau du château, une tour renfermant une chapelle est bâtie.
- Plans du cadastre napoléonien (1822 et 1882)[33].
- 1885 : le 29 août 1885, la ligne de chemin de fer Maubeuge - Fourmies est inaugurée. Le tracé passe par Rousies, Ferrière-la-Grande, Ferrière-la-Petite, Sars-Poteries, Solre-le-Château, Liessies, Trélon-Glageon.
- Première Guerre mondiale : Trélon se trouvera en zone occupée par les troupes Allemandes d'août 1914 jusqu'au 9 novembre 1918, date où le village est libéré par des troupes françaises, 2 jours donc avant l'armistice. Après la guerre, des prisonniers de guerre allemands sont mis à disposition de nombre de communes de la région pour faciliter les opérations de déblaiement, reconstruction. Le 29 juin 1919, 250 prisonniers de guerre allemands se révoltent à Trélon[34].
- 1929 : la famille de Mérode acquiert son titre princier en 1929 par le roi Albert 1er pour ses services rendus à la Belgique.
- Seconde Guerre mondiale : Trélon est libérée le 2 septembre 1944 par des troupes américaines.
- 1980 : création de l'atelier-musée du verre dans le cadre de l'écomusée de l'Avesnois dans la Grande Halle aux fours de l'ancienne verrerie Parant.

## Politique et administration

### Rattachements administratifs et électoraux
La commune se trouve dans l'arrondissement d'Avesnes-sur-Helpe du département du Nord. Pour l'élection des députés, elle fait partie depuis 2010 de la troisième circonscription du Nord.
Elle était depuis 1793 le chef-lieu du canton de Trélon. Dans le cadre du redécoupage cantonal de 2014 en France, elle intègre le canton de Fourmies.

### Intercommunalité
La commune était le siège de la communauté de communes Guide du pays de Trélon, créée fin 1992.
Celle-ci fusionne avec sa voisine pour créer, le 1er janvier 2014, la communauté de communes du Sud Avesnois, dont la commune est désormais membre.

### Liste des maires
| Période                                  | Période | Identité                  | Étiquette | Qualité |
| ---------------------------------------- | ------- | ------------------------- | --------- | --- |
| Les données manquantes sont à compléter. |         |                           |           | |
| 1500                                     | 1512    | Gobert (le jeune) Gillion |           | Tient le fief de Dame Aelis à Momignies, fils de Gobert l'Ancien Gillion, ancien échevin de Trélon (1458,1464) ancien juré de Trélon (1476) |
| 1520                                     | 1530    | Jehan Gillion             |           | Cambier (Brasseur) fils de Gobert le Jeune Gillion                                                                                          |
| 1548                                     | 1554    | Jehan Gillion             |           | Cambier (Brasseur) fils de Gobert le Jeune Gillion                                                                                          |
| 1556                                     | 1558    | Jehan Gillion             |           | Cambier (Brasseur) fils de Gobert le Jeune Gillion                                                                                          |
| juin 1585                                | 1585    | Charles Gillion           |           | Bourgeois de Trélon, fils de Jehan Gillion, ancien mayeur de Trélon (1520-1530,1548-1554,1556-1558)                                         |
| 1648                                     | 1649    | Pierre Gillion            |           | Homme de Fief du Hainaut, bourgeois de Trélon, fils de Jean Gillion, ancien échevin de Trélon (1619-1620,1632-1635)                         |
| 1776                                     | 1777    | Joseph Gillion            |           | Marchand, fils de Roch Gillion |

Maire en 1802-1803 : L. Bonnemaison.

Maire en 1806-1807 : G. Deltour,.
| Période                                  | Période                       | Identité                   | Étiquette          | Qualité                                                                                  |
| ---------------------------------------- | ----------------------------- | -------------------------- | ------------------ | ---------------------------------------------------------------------------------------- |
| Les données manquantes sont à compléter. |                               |                            |                    |                                                                                          |
| maire en 1871                            |                               | Louis Clavon               | Républicain        | Maître de verreries Conseiller général du canton de Trélon (1871 → 1874)                 |
| maire en 1885                            |                               | Joseph Motte               | Républicain modéré | Marchand de liquides Conseiller d'arrondissement (1895 → 1901)                           |
| Les données manquantes sont à compléter. |                               |                            |                    |                                                                                          |
| 1919                                     | 1923                          | Achille Degouy (1882-1940) | SFIO puis PC       | Verrier                                                                                  |
| Les données manquantes sont à compléter. |                               |                            |                    |                                                                                          |
| maire en 1939                            |                               | Demagny                    | SFIO               |                                                                                          |
| octobre 1944                             | mai 1945                      | Gaston Dumesnil            |                    | Président de la délégation municipale                                                    |
| mai 1945                                 |                               | Georges Mailly             |                    |                                                                                          |
| Les données manquantes sont à compléter. |                               |                            |                    |                                                                                          |
| mars 1965                                | mars 1989                     | Marcel Beaumez             | DVD                | Vétérinaire                                                                              |
| mars 1989                                | juillet 2020                  | François Louvegnies,       | DVD puis UDI       | Ingénieur civil des Eaux et Forêts Vice-président de la CC du Sud Avesnois (2014 → 2020) |
| juillet 2020                             | En cours (au 16 juillet 2020) | Thierry Reghem             |                    | Professeur de sport Vice-président de la CC du Sud Avesnois (2020 →)                     |

## Population et société

### Démographie

#### Évolution démographique
L'évolution du nombre d'habitants est connue à travers les recensements de la population effectués dans la commune depuis 1793. Pour les communes de moins de 10 000 habitants, une enquête de recensement portant sur toute la population est réalisée tous les cinq ans, les populations de référence des années intermédiaires étant quant à elles estimées par interpolation ou extrapolation. Pour la commune, le premier recensement exhaustif entrant dans le cadre du nouveau dispositif a été réalisé en 2008.

En 2022, la commune comptait 2 642 habitants, en évolution de −9,37 % par rapport à 2016 (Nord : +0,51 %, France hors Mayotte : +2,11 %).
| 1793  | 1800  | 1806  | 1821  | 1831  | 1836  | 1841  | 1846  | 1851  |
| ----- | ----- | ----- | ----- | ----- | ----- | ----- | ----- | ----- |
| 1 010 | 1 176 | 1 261 | 1 381 | 1 674 | 1 850 | 1 915 | 1 971 | 2 212 |

| 1856  | 1861  | 1866  | 1872  | 1876  | 1881  | 1886  | 1891  | 1896  |
| ----- | ----- | ----- | ----- | ----- | ----- | ----- | ----- | ----- |
| 2 336 | 2 435 | 2 670 | 3 000 | 3 200 | 3 752 | 3 946 | 4 344 | 4 308 |

| 1901  | 1906  | 1911  | 1921  | 1926  | 1931  | 1936  | 1946  | 1954  |
| ----- | ----- | ----- | ----- | ----- | ----- | ----- | ----- | ----- |
| 3 855 | 3 953 | 3 889 | 3 381 | 3 497 | 3 595 | 3 281 | 3 440 | 3 480 |

| 1962  | 1968  | 1975  | 1982  | 1990  | 1999  | 2006  | 2008  | 2013  |
| ----- | ----- | ----- | ----- | ----- | ----- | ----- | ----- | ----- |
| 3 200 | 3 214 | 3 438 | 3 166 | 2 923 | 2 828 | 2 965 | 3 004 | 2 916 |

| 2018  | 2022  | - | - | - | - | - | - | - |
| ----- | ----- | - | - | - | - | - | - | - |
| 2 798 | 2 642 | - | - | - | - | - | - | - |

#### Pyramide des âges
La population de la commune est relativement jeune.
En 2018, le taux de personnes d'un âge inférieur à 30 ans s'élève à 37,7 %, soit en dessous de la moyenne départementale (39,5 %). À l'inverse, le taux de personnes d'âge supérieur à 60 ans est de 25,1 % la même année, alors qu'il est de 22,5 % au niveau départemental.
En 2018, la commune comptait 1 338 hommes pour 1 460 femmes, soit un taux de 52,18 % de femmes, légèrement supérieur au taux départemental (51,77 %).
Les pyramides des âges de la commune et du département s'établissent comme suit.
| Hommes | Classe d’âge | Femmes |
| ------ | ------------ | ------ |
| 0,4    | 90 ou +      | 2,5    |
| 5,3    | 75-89 ans    | 11,1   |
| 14,6   | 60-74 ans    | 16,0   |
| 22,6   | 45-59 ans    | 19,2   |
| 16,4   | 30-44 ans    | 16,4   |
| 18,5   | 15-29 ans    | 15,5   |
| 22,3   | 0-14 ans     | 19,4   |

| Hommes | Classe d’âge | Femmes |
| ------ | ------------ | ------ |
| 0,5    | 90 ou +      | 1,4    |
| 5,3    | 75-89 ans    | 8,1    |
| 14,8   | 60-74 ans    | 16,2   |
| 19,1   | 45-59 ans    | 18,4   |
| 19,5   | 30-44 ans    | 18,7   |
| 20,7   | 15-29 ans    | 19,1   |
| 20,2   | 0-14 ans     | 18     |

## Culture locale et patrimoine

### Lieux et monuments
- Château de Trélon XVIIe - XIXe siècle. Appartient à la famille de Merode.
- Musée-atelier du verre de Trélon. Antenne de l'Ecomusée de Fourmies, est consacré à l'activité verrière. Il est installé dans l'ancienne verrerie Parant, sont à voir : un four circulaire Boetius du XIXe siècle, un four Stein de 1920, des bouteilles, des flacons et des démonstrations.
- Ancien moulin fin XVIIIe siècle (rue du Fourneau).
- Maison de maître, 1786, brique et pierre bleue (rue du Maréchal-Foch).
- Maison Thénard, 1936, style Art déco (rue de la Liberté).
- L'église souvent remaniée mais dont les premières pierres datent de 1578. L'escalier « royal » qui donne à Trélon une allure médiévale.
- Le couvent des Carmes fondé en 1625 par Philippe-Eugène de Merode, il est devenu hospice et maison de retraite en 1933.
- Un kiosque à danser.

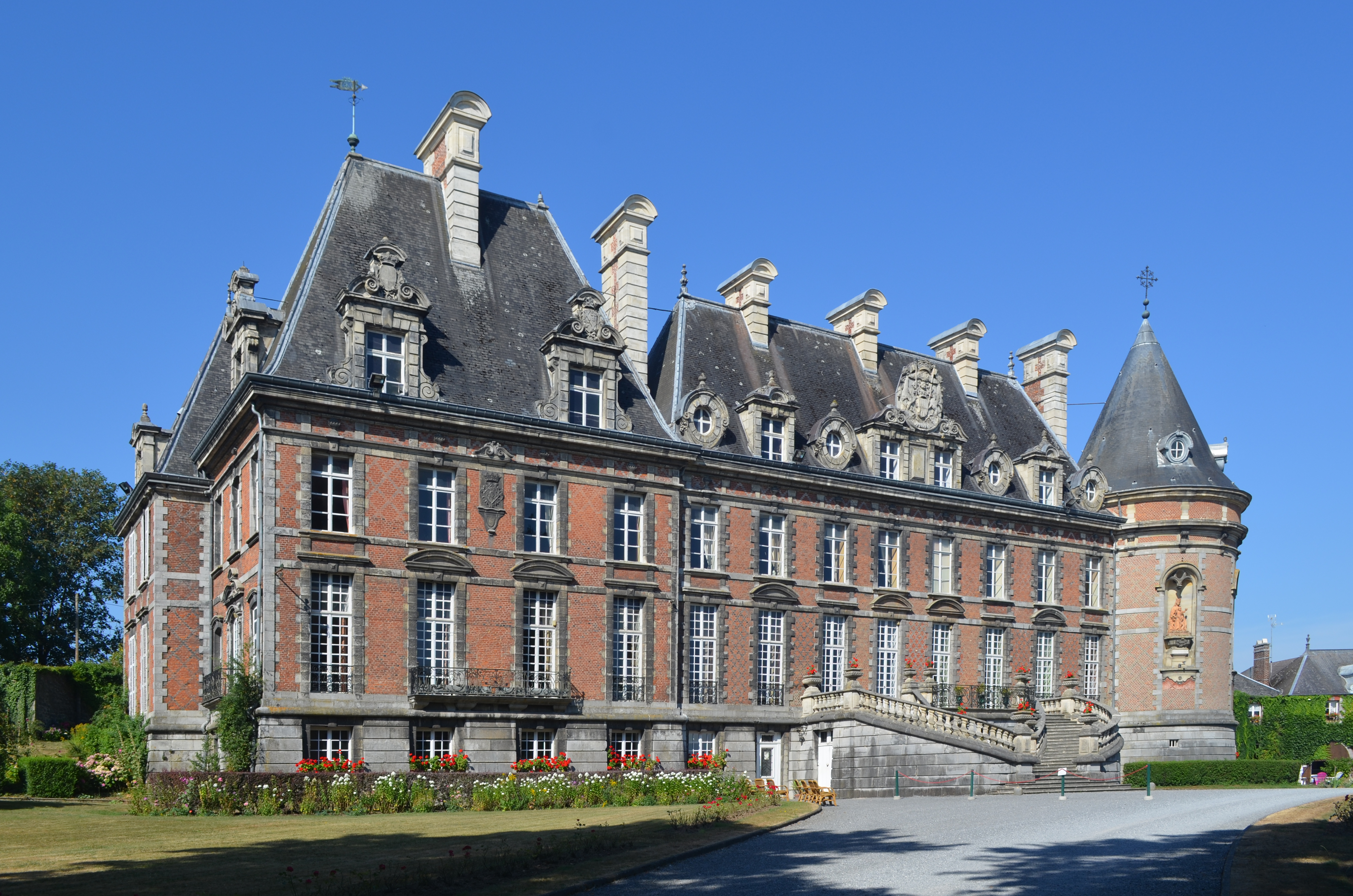
Château.
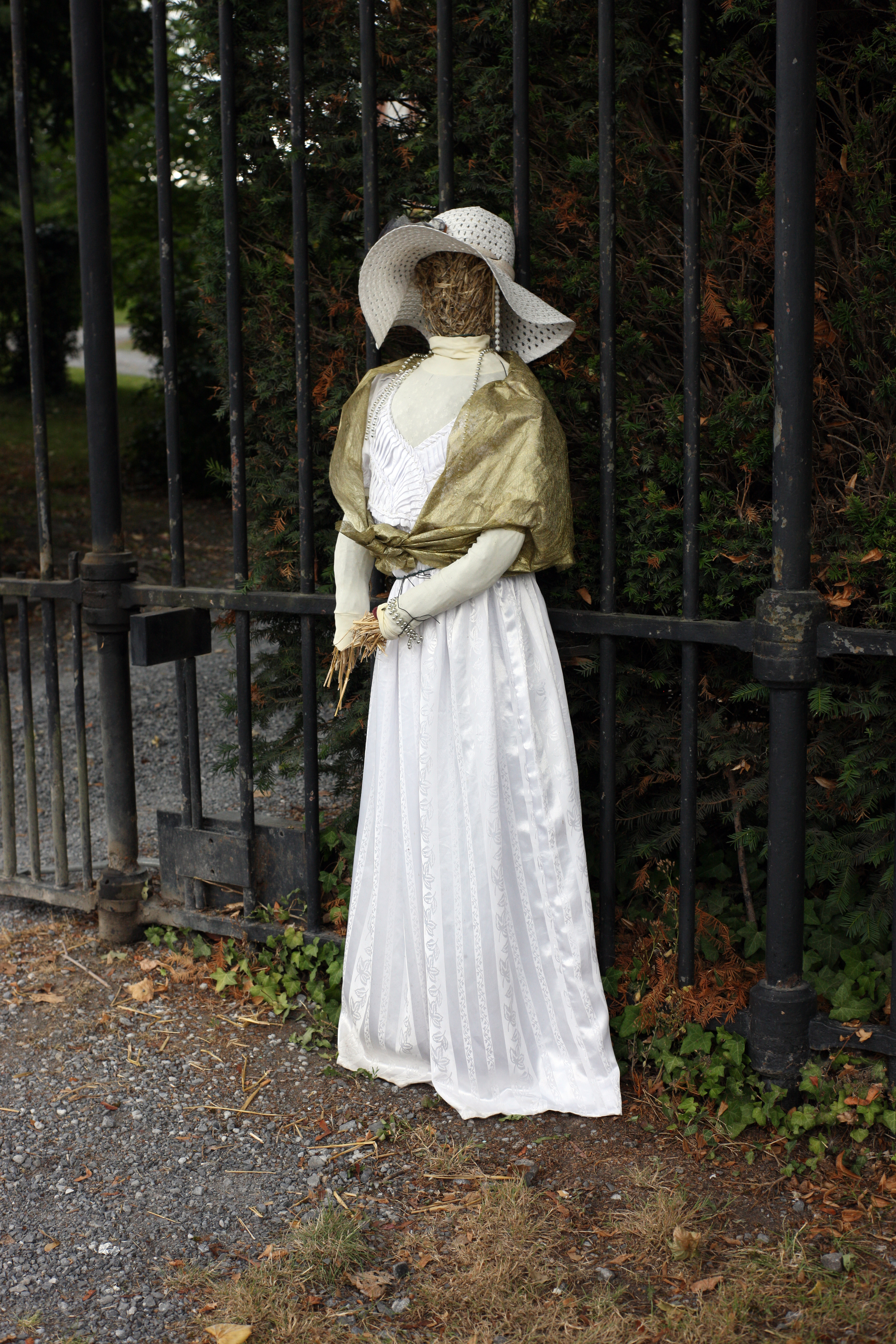
Animation Epouvantail, été 2022.
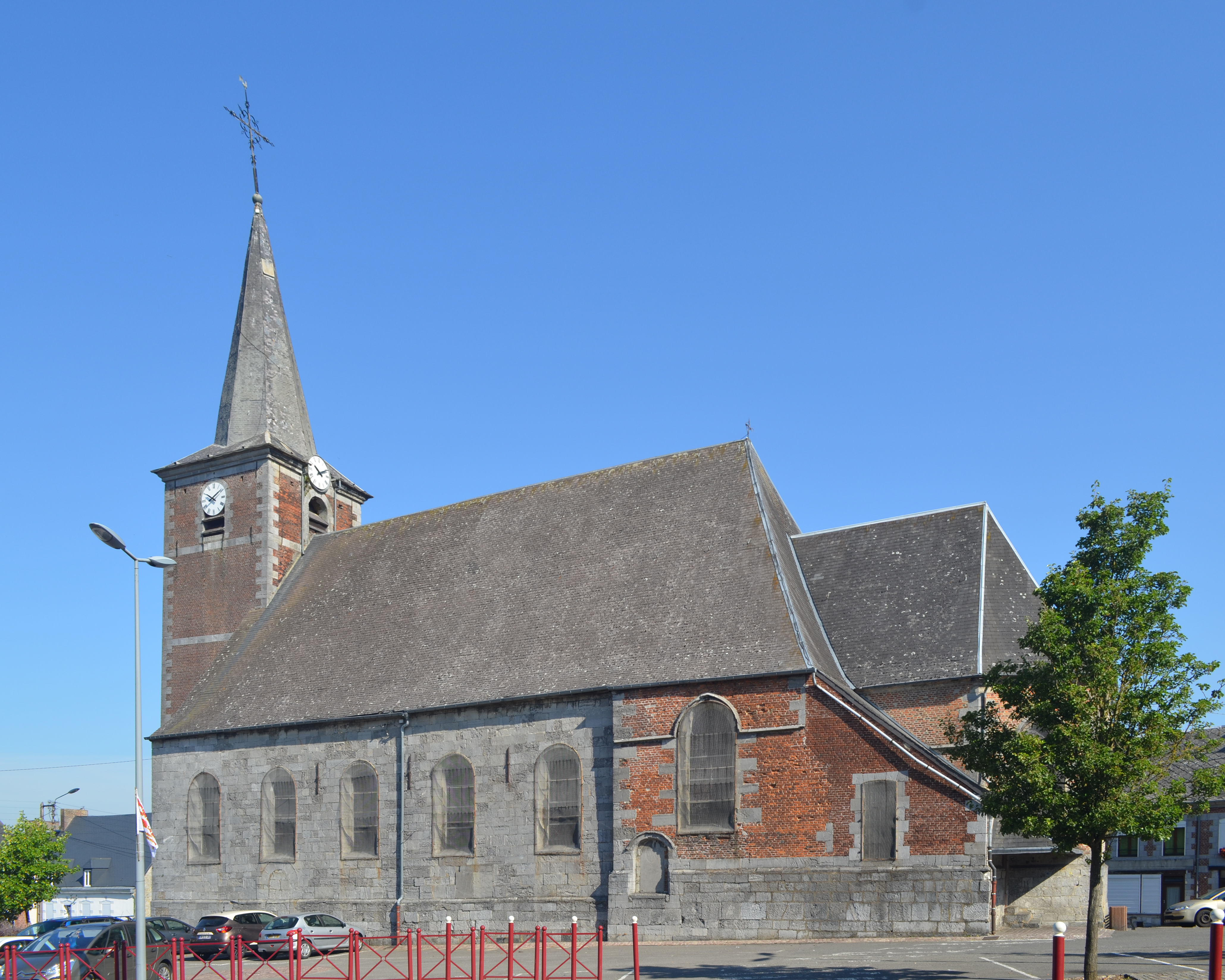
Église Saint-Léger.
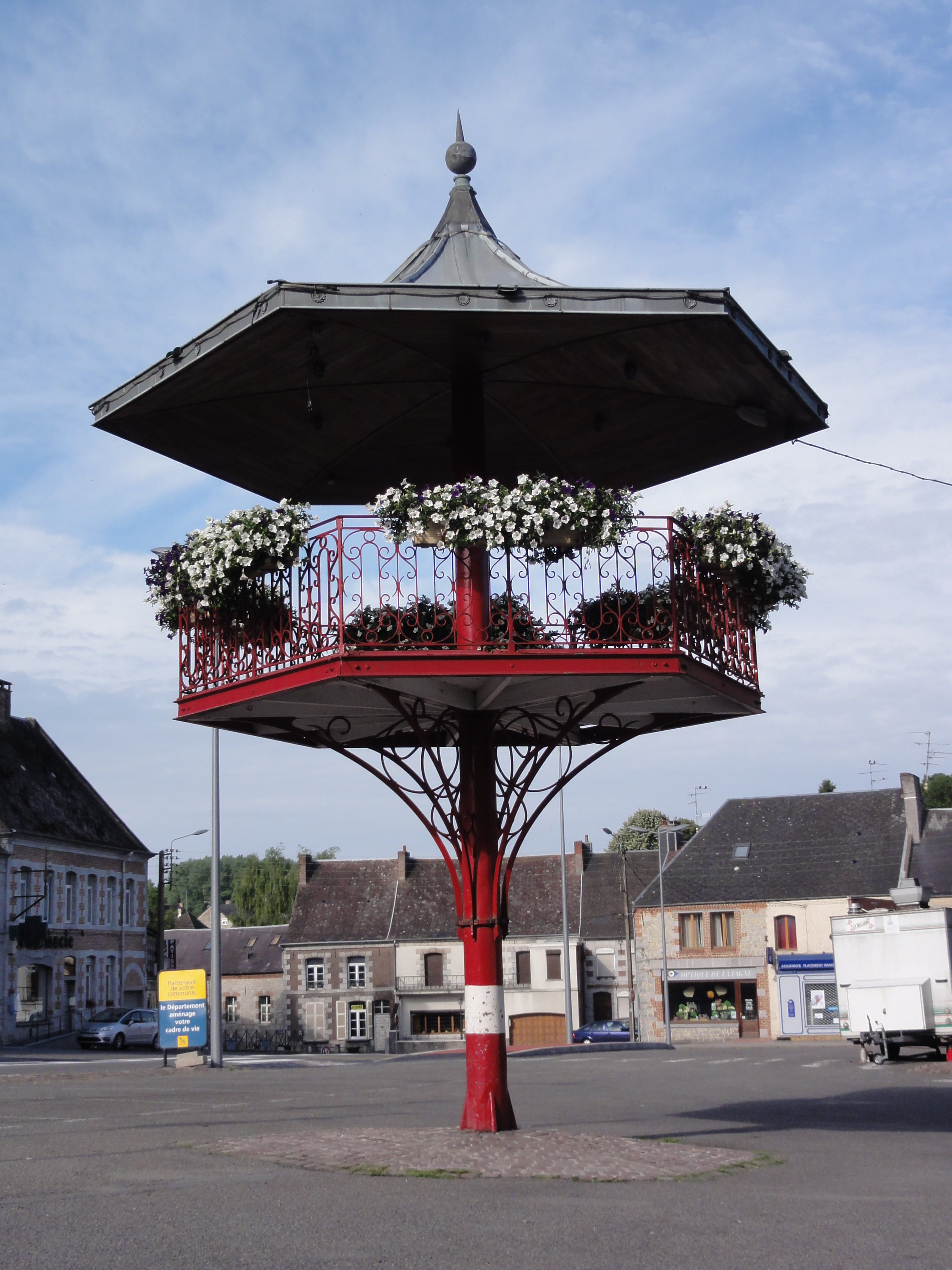
Kiosque à musique.
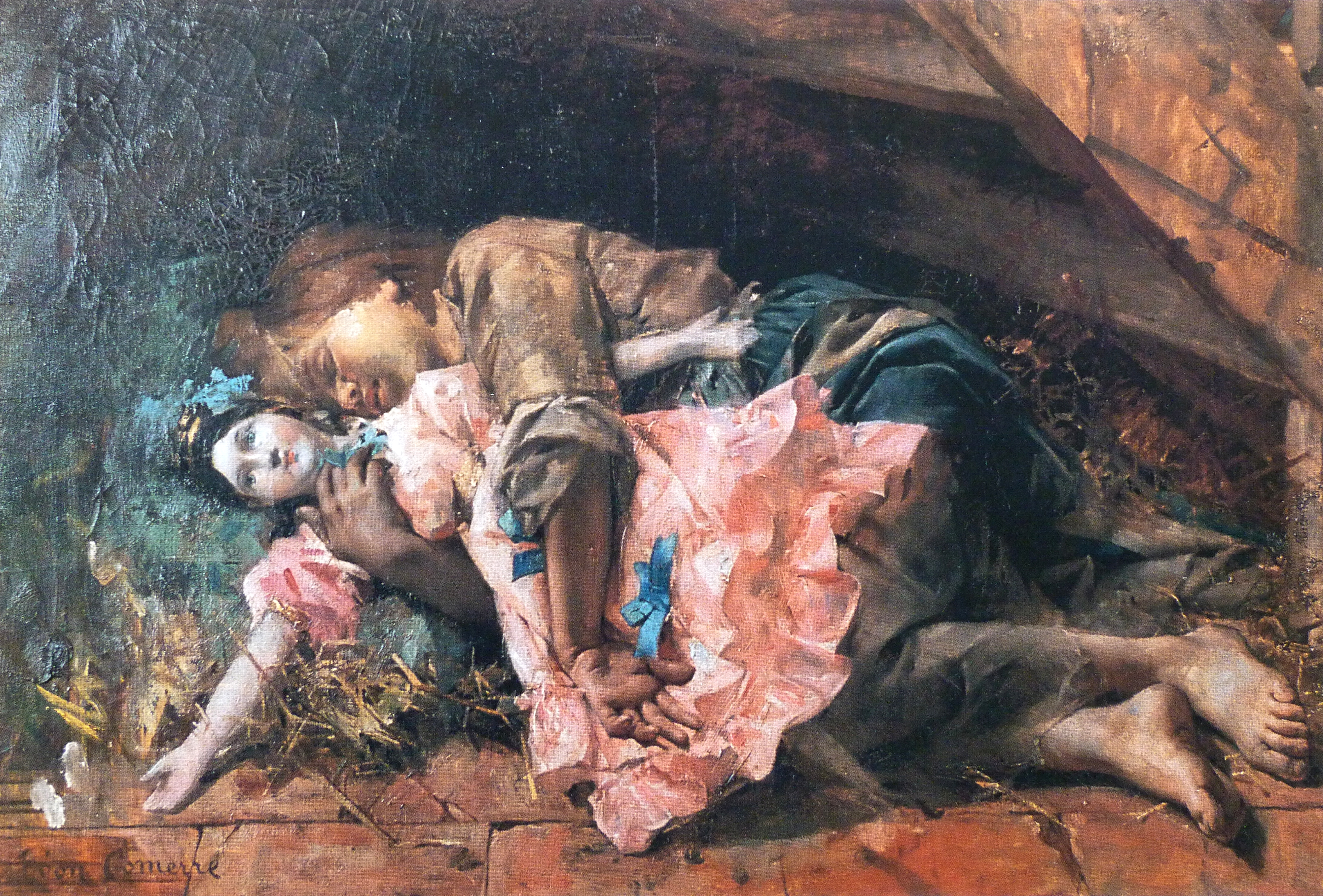
La Poupée de Cosette, tableau de Léon Comerre, natif de Trélon, conservé à la mairie.

### Personnalités liées à la commune
- Jacques Joseph Besse[52] (1747-1821), homme politique, député à l'Assemblée constituante de 1789.
- Basile Joseph Raux, (1747 à Trélon - 1817 à Belval), industriel, maître de forges et homme politique.
- Félix de Merode (1791-1857), homme d'État belge.
- Werner de Merode (1816-1905) est un homme politique français, fils de Félix de Merode.
- Léon Comerre (1850-1916), Grand Prix de Rome de peinture d'histoire en 1875.
- Ernest Dimnet (1866-1954), prêtre et écrivain.
- Paul de Maleingreau (1887-1956) compositeur.
- Michel Crucis (1922-2012), sénateur, député, président de la Vendée de 1970 à 1988.
- Denis Saurat (1890-1958), universitaire, directeur de l'Institut Francais du Royaume-Uni (1924-1945).

### Héraldique
| Plus que jamais Trelon. | Les armes de Trélon se blasonnent ainsi : De gueules à deux fasces bretessées d'argent ; au franc-canton senestre d'hermine au chef d'argent. La devise est : Plus que jamais Trelon. |